# The Simpsons (sæson 22)
Den toogtyvende sæson af tv-serien The Simpsons blev første gang sendt i 2010 og 2011.

## Afsnit

### Elementary School Musical
Tekst mangler, hjælp os med at skrive teksten